# Idiops schenkeli
Idiops schenkeli là một loài nhện trong họ Idiopidae.
Loài này thuộc chi Idiops. Idiops schenkeli được Roger de Lessert miêu tả năm 1938.